# Alain Le Gouguec
Alain Le Gouguec, né en 1954, est un journaliste français de radio, rédacteur en chef à France Inter et ancien président de Reporters sans frontières.

## Biographie

### Formation et débuts professionnels
Diplômé de l’IUT de journalisme de Tours, Alain Le Gouguec a commencé sa carrière dans la presse en collaborant avec Presse-Océan, La Dépêche du Midi puis le Nouvel Observateur.

### Radio
Il rejoint ensuite Radio France Côte d’Azur en 1982 comme rédacteur en chef puis Radio France Roussillon en 1987 dont il prend la direction.
Alain Le Gouguec intègre ensuite la rédaction de France Inter où il sera d’abord grand reporter et couvrira alors la chute du bloc communiste et l’actualité en Pologne puis deviendra chef du service de reportages.
Il y fera également de la présentation et durant la saison 1995-1996 coanimera le 5/7 avec Noëlle Bréham.
En 1998, il est nommé coordinateur de l’antenne d’Africa n°1 à Libreville au Gabon.
De 1999 à 2005, il sera secrétaire général de la rédaction de France Inter, avec un passage à Radio France internationale (RFI) en 2003 comme chef du service Afrique et adjoint au directeur de la rédaction,.
À partir de 2005, il est présentateur remplaçant aux grandes éditions, à la revue de presse et aux émissions de la rédaction comme le Téléphone sonne.
De septembre 2011 à août 2014, Alain Le Gouguec dirige le magazine des reportages de la rédaction, Interception, qu’il coprésente avec Lionel Thompson et Pascal Dervieux.
De septembre 2014 à juin 2015, il présente chaque dimanche de 16 h à 17 h 116 rue Albert-Londres, une émission consacrée aux grands reporters, il est remplacé par Alexandre Héraud de septembre à octobre 2015 avant l'interruption définitive de l'émission avec le départ en retraite d'Alain Le Gouguec.

### Autres activités
Alain Le Gouguec a participé à la rédaction de deux ouvrages publiés en 2005, "Journalistes : des mots et des doutes", livre collectif publié chez Privat sous la direction d'Henri Weill, et "Dictionnaire culturel en langue française" aux éditions Le Robert, sous la direction d'Alain Rey. 
Administrateur de Reporters sans frontières et de la Maison des Journalistes, il préside cette dernière à partir de 2012. Il démissionnera de ses fonctions en 2013 à la suite de sa nomination à la présidence de Reporters sans frontières,.